# Ernst Lubitsch
Ernst Lubitsch (n. 29 ianuarie 1892, Berlin, Imperiul German – d. 30 noiembrie 1947, Hollywood, California, SUA) a fost un regizor și director de imagine englez.

## Filmografie
- Shoe Palace Pinkus (1916)
- When Four Do the Some (1917)
- Die Augen der Mumie Ma (1918)
- Carmen (1919)
- Intoxication (1919)
- The Doll (1919)
- My Wife, the Movie Star (1919)
- The Oyster Princess (1919)
- Meyer from Berlin (1919)
- Madame Du Barry (1919)
- Sumurun (1920)
- Kohlhesel's Daughters (1920)
- Anna Boleyn (1920)
- The Wild Cat (1921)
- The Loves of Pharaoh (1922)
- The Flame (1923)
- Rosita (1923)
- The Marriage Circle (1924)
- Three Women (1924)
- Forbidden Paradise (1924)
- Kiss Me Again (1925)
- Lady Windermere's Fan (1925)
- So This is Paris (1926)
- The Student Prince in Old Heidelberg (1927)
- Patriotul (1928)
- Eternal Love (1929)
- The Love Parade (1929)
- Monte Carlo (1930)
- Paramount on Parade (1930)
- The Smiling Lieutenat (1931)
- Broken Lullbay (1932)
- One Hour With You (1932)
- Trouble in Paradise (1932)
- Design for Living (1933)
- The Merry Window (1934)
- Angel (1937)
- Bluebeard's Eighth Wife (1938)
- Ninotchka (1939)
- Magazinul de după colț (1940)
- That Uncrertain Feeling (1941)
- To Be or Not to Be (1942)
- Heaven Can Wait (1943)
- A Royal Scandal (1945)
- Cluny Brown (1946)
- The Lady in Ermine (1948)

## Legături externe
- Ernst Lubitsch la Internet Movie Database